# Lieja-Bastogne-Lieja 1909
La Lieja-Bastogne-Lieja 1909 fou la 5a edició de la clàssica ciclista Lieja-Bastogne-Lieja. Es va disputar el 16 de maig de 1909 sobre un recorregut de 235 km i fou guanyada pel belga Victor Fastre, que s'imposà a l'esprint als també belgues Eugène Charlier i Paul Deman. Aquesta edició va estar oberta tan sols a ciclistes amateurs.

## Resultats
|    | Ciclista                | Temps      |
| -- | ----------------------- | ---------- |
| 1  | Victor Fastre (BEL)     | 8h 21' 00" |
| 2  | Eugène Charlier (BEL)   | m. t.      |
| 3. | Paul Deman (BEL)        | m. t.      |
| 4  | Félicien Salmon (BEL)   | m. t.      |
| 5  | Hector Tiberghien (BEL) | m. t.      |
| 6  | Charles Deruyter (BEL)  | m. t.      |
| 7  | Arthur Geoffroy (BEL)   | m. t.      |
| 8  | Aimé Behaeghe (BEL)     | m. t.      |
| 9  | Joseph Matagne (BEL)    | + 1' 30"   |
| 10 | Jacques Coomans (BEL)   | + 1' 30"   |